# Oh, Mabel Behave
Pour plus de détails, voir Fiche technique et Distribution.
Oh, Mabel Behave est un film américain réalisé par Mack Sennett et Ford Sterling, sorti en 1922.

## Synopsis
Peachem cherche à profiter du fait qu'il détient l'hypothèque sur la maison de l'aubergiste pour gagner la main de sa fille. Mais celle-ci aime en fait Randolph Roanoke. Peachem va tenter de mettre Roanoke sur la touche avec l'aide de son homme de main Blaa Blaa.

## Fiche technique
- Titre original : Oh, Mabel Behave
- Réalisation : Mack Sennett et Ford Sterling
- Intertitres : Joseph Farnham
- Société de production : Triangle Film Corporation
- Société de distribution : Photocraft Productions
- Pays de production :  États-Unis
- Langue originale : anglais
- Format : noir et blanc — 35 mm — 1,37:1 — Film muet
- Genre : Comédie
- Durée : 5 bobines
- Date de sortie :
  - États-Unis : 20 janvier 1922[1].
- Licence : Domaine public

## Distribution
- Mabel Normand : la fille de l'aubergiste
- Owen Moore : Randolph Roanoke
- Mack Sennett : Blaa Blaa
- Ford Sterling : Peachem
- Alice Davenport : la femme de l'aubergiste
- Fontaine La Rue : la barmaid